# Ahmedabad
Ahmedabad är den största staden i delstaten Gujarat i Indien och centralort i ett distrikt med samma namn. Staden ligger vid floden Sabarmati och folkmängden uppgick till cirka 5,6 miljoner invånare vid folkräkningen 2011. Hela storstadsområdet beräknades ha cirka 7,7 miljoner invånare 2018. Gujarats huvudstad Gandhinagar är en förort till Ahmedabad. 
Staden är en av Indiens största industristäder, med främst bomullproduktion. I staden finns även en handelshögskola, Indian Institute of Management.

## Historia
Staden grundades av Ahmad Shah 1412, och dess blomstring under mogulrikets tid under 1500-1600-talen vittnar fortfarande en mängd storslagna byggnader. Omkring år 1600 var Ahmedabad västra Indiens förnämsta och rikaste stad och Brittiska Ostindiska Kompaniet öppnade verksamhet där 1619.
Ett förfall började med marattstriderna på 1700-talet. På grund av den moderna bomullsindustrin under den brittiska regimen har dock staden återvunnit sin betydelse och har blivit en av Indiens mäktigaste städer.